# Ariarates V Eusebes Filopator
Ariarates V Eusebes Filopator (gr. Ἀριαράθης, Ariaráthēs) (zm. 130 p.n.e.) – król Kapadocji w latach 163–159 p.n.e. i od 157 p.n.e. do swej śmierci. Syn króla Kapadocji Ariaratesa IV Eusebesa i królowej Antiochis, córki Antiocha III Wielkiego, króla państwa Seleucydów.

## Młodość
Pierwotnie nazywał się Mitrydates. Posiadał doskonały charakter oraz oddawał się filozofii i naukom humanistycznym. W r. 172 p.n.e. jego ojciec Ariarates IV Eusebes wysłał posłów wraz z nim do Rzymu. Miał tam być wychowywany oraz zapoznawany z kulturą i obyczajami rzymskimi (Tytus Liwiusz, Dzieje Rzymu od założenia miasta, ks. XLII, rozdz. 19). Niewykluczone, że ta informacja może dotyczyć innego Ariaratesa, jego najstarszego brata. On natomiast prawdopodobnie studiował w Atenach, gdzie zapewne stał się przyjacielem Attalosa, przyszłego króla Pergamonu.

## Rządy w Kapadocji
W r. 163 p.n.e. po śmierci ojca objął władzę w Kapadocji, jako Ariarates V Eusebes Filopator. Polibiusz, historyk grecki, w Dziejach podał, że po objęciu tronu wysłał posłów do Rzymu celem odnowienia przyjaźni i przymierza (ks. XXXI, rozdz. 14). Po uzyskaniu zgody Rzymian, wyprawił posłów do Lizjasza w Antiochii celem sprowadzenia szczątków siostry i matki. Lizjasz zgodził się na to. Szczątki po sprowadzeniu do kraju zostały uroczyście pogrzebane i złożone obok grobu ojca (XXXI 17).

## Utrata tronu
W wyniku odrzucenia, przy życzeniu Rzymian, małżeństwa z siostrą króla państwa Seleucydów Demetriusza I Sotera, ten drugi rozpoczął z nim wojnę. W r. 159 p.n.e. wypędził Ariaratesa V z Kapadocji, a na jego miejsce wystawił Orofernesa Nikeforosa, jego brata. Ariarates pozbawiony królestwa, uciekł do Rzymu. Attalos II Filadelf po objęciu rządów w Pergamonie, zaczął od przywrócenia władzy Ariaratesowi (XXXII 22).

## Sprawa Priene
Ariarates zażądał depozytu w wysokości 400 talentów od mieszkańców jońskiego miasta Priene, który otrzymali od Orofernesa. Prienejczycy odpowiedzieli, że dopóki żyje właściciel nie wydadzą go. Ariarates postanowił nasłać ludzi na ich ziemie, by je pustoszyli. Miał do pomocy także króla Attalosa II Filadelfa z Pergamonu. Toteż mieszkańcy Priene poprosili o pomoc mieszkańców Rodos, potem Rzymian, ale bez skutku. Po pewnym czasie oddali ten depozyt Orofernesowi (XXXIII 6).

## Ponowne rządy
Latem r. 157 p.n.e. Ariarates przybył do Rzymu, by uzyskać jej pomoc w odzyskaniu tronu. Przystąpił do rozmów z konsulami Sektusem Juliuszem i jego kolegą. W tym czasie przybyli posłowie Demetriusza I Sotera z Miltiadesem na czele. Także Orofernes Nikeforos wysłał posłów pod przewodnictwem Timoteosa i Diogenesa. Oni bronili siebie a oskarżali Ariaratesa przed Rzymianami (XXXII 24). Senat rzymski postanowił podzielić Kapadocję na dwie części. Ariarates V miał panować wspólnie z Orofernesem Nikeforosem. Wspólne ich rządy nie trwały długo, ponieważ dzięki pomocy króla Pergamonu pokonał brata.
W r. 154 p.n.e. Ariarates wspomógł króla Attalosa II Filadelfa z Pergamonu w jego wojnie przeciw Prusjaszowi II, królowi Bitynii, wysyłając mu swe siły wojskowe pod wodzą syna Demetriusza.
W r. 130 p.n.e. Ariarates zginął w wojnie między Rzymem a Aristonikosem, pretendentem do tronu Pergamonu. W zamian za pomoc, którą on przyniósł Rzymianom, senat rzymski nadał jego synom Likaonię i Cylicję (Justynus, Epitoma, ks. XXXVII, rozdz. 1).
Ariarates był miłośnikiem kultury greckiej. Został zaszczycony ateńskim obywatelstwem. Przemianował dwa kapadockie miasta Mazakę i Tyanę greckimi nazwami Eusebia. Był szczodry dla miasta Aten i jego instytucji; pozostałości napisu wystawionego przez stowarzyszenie zawodowych aktorów, którzy dziękowali mu i jego żonie za patronat nad nimi. Korespondował z greckim filozofem Karneadesem, jak wspomniał Diogenes Laertios w swoich Żywotach i poglądach sławnych filozofów.

## Potomstwo
Ariarates V z żoną Nysą, prawdopodobnie córką króla Pontu Farnakesa I, miał sześcioro dzieci:
- Ariarates (zm. 130 p.n.e.?)
- Demetriusz
- Trzech nieznanych z imienia synów
- Ariarates VI Epifanes Filopator, przyszły król Kapadocji

Wszystkie dorastające dzieci, z wyjątkiem ostatniego, zostali zabici przez swą matkę, ponieważ chciała rządzić samodzielnie w Kapadocji. Gdy została zgładzona przez ludzi z powodu okrucieństwa, jej ostatni utrzymujący się przy życiu syn wstąpił na tron, jako Ariarates VI Epifanes Filopator.